# Stef Gronsveld
Stef Gronsveld (Delft, 11 gennaio 1996) è un ex calciatore olandese, di ruolo difensore.

## Caratteristiche tecniche
È un terzino destro.

## Carriera
Cresciuto nel settore giovanile del Feyenoord, nel 2016 viene ceduto a titolo definitivo all'Emmen.
Esordisce fra i professionisti il 12 gennaio 2018 in occasione di un match di Eerste Divisie perso 2-1 contro l'Eindhoven.